# Elaphria atrisecta
Elaphria atrisecta är en fjärilsart som beskrevs av George Francis Hampson 1909. Elaphria atrisecta ingår i släktet Elaphria och familjen nattflyn. Inga underarter finns listade i Catalogue of Life.